# Anne Hermans
Anne Hermans (1978) (pseudoniem van Suzanne Viveen) is een Nederlandse schrijfster, columniste en arts.

## Carrière
Hermans studeerde geneeskunde in Amsterdam. Sinds haar artsexamen in 2004 specialiseerde ze zich als tropenarts. Ze schreef elke week op de achterpagina van het NRC Handelsblad haar column Dokter Hermans, waar haar semi-autobiografische roman De co-assistent (2007) op is gebaseerd. Inmiddels is deze roman ook tot een gelijknamige televisieserie bewerkt. In mei 2009 werd bekend dat haar originele columns in de NRC als boek worden uitgegeven, getiteld Het wittejaseffect. Ook publiceert het NRC Handelsblad vanaf mei 2009 haar columns over het werken als tropenarts in Colombia en op Curaçao. Ze volgde een opleiding tot huisarts.
In 2019 is Hermans opnieuw columns gaan schrijven op de achterpagina van NRC, nu vanuit haar huisartspraktijk in Nieuw-Zeeland.